# Doliocoitis
Doliocoitis is een mosdiertjesgeslacht uit de familie van de Lichenoporidae en de orde Cyclostomatida. De wetenschappelijke naam van het geslacht werd voor het eerst geldig gepubliceerd in 1999 door Émile Buge en Simon Tillier.

## Soorten
- Doliocoitis atlantica Buge & Tillier, 1977
- Doliocoitis cyanea Gordon & Taylor, 2001